# 卡維塔國家公園
9°43′45″N 82°49′30″W / 9.72917°N 82.82500°W

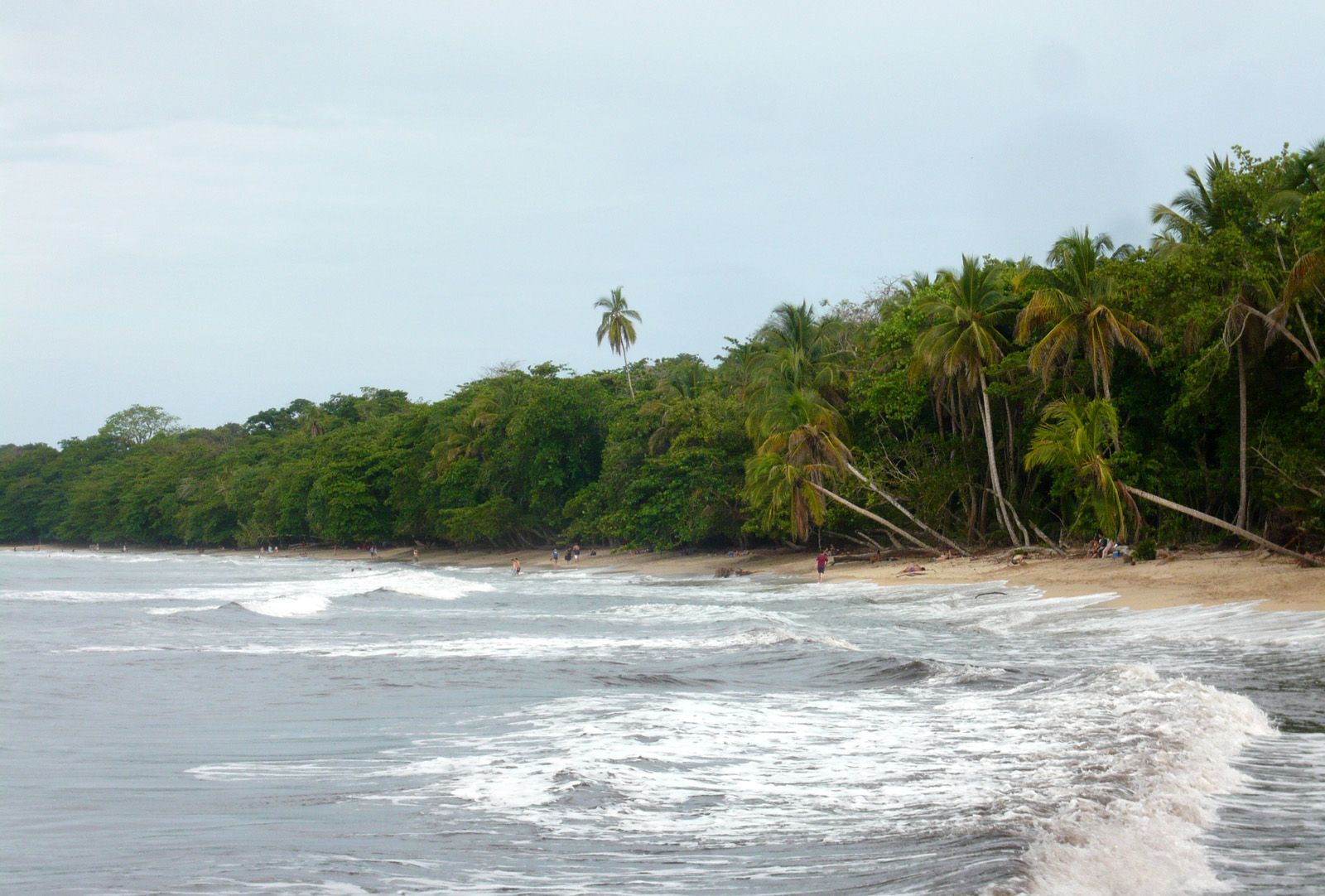

卡維塔國家公園是哥斯達黎加的國家公園，位於該國東南部加勒比海沿岸，由利蒙省負責管轄，成立於1982年12月27日，是該國唯一免費入場的國家公園。

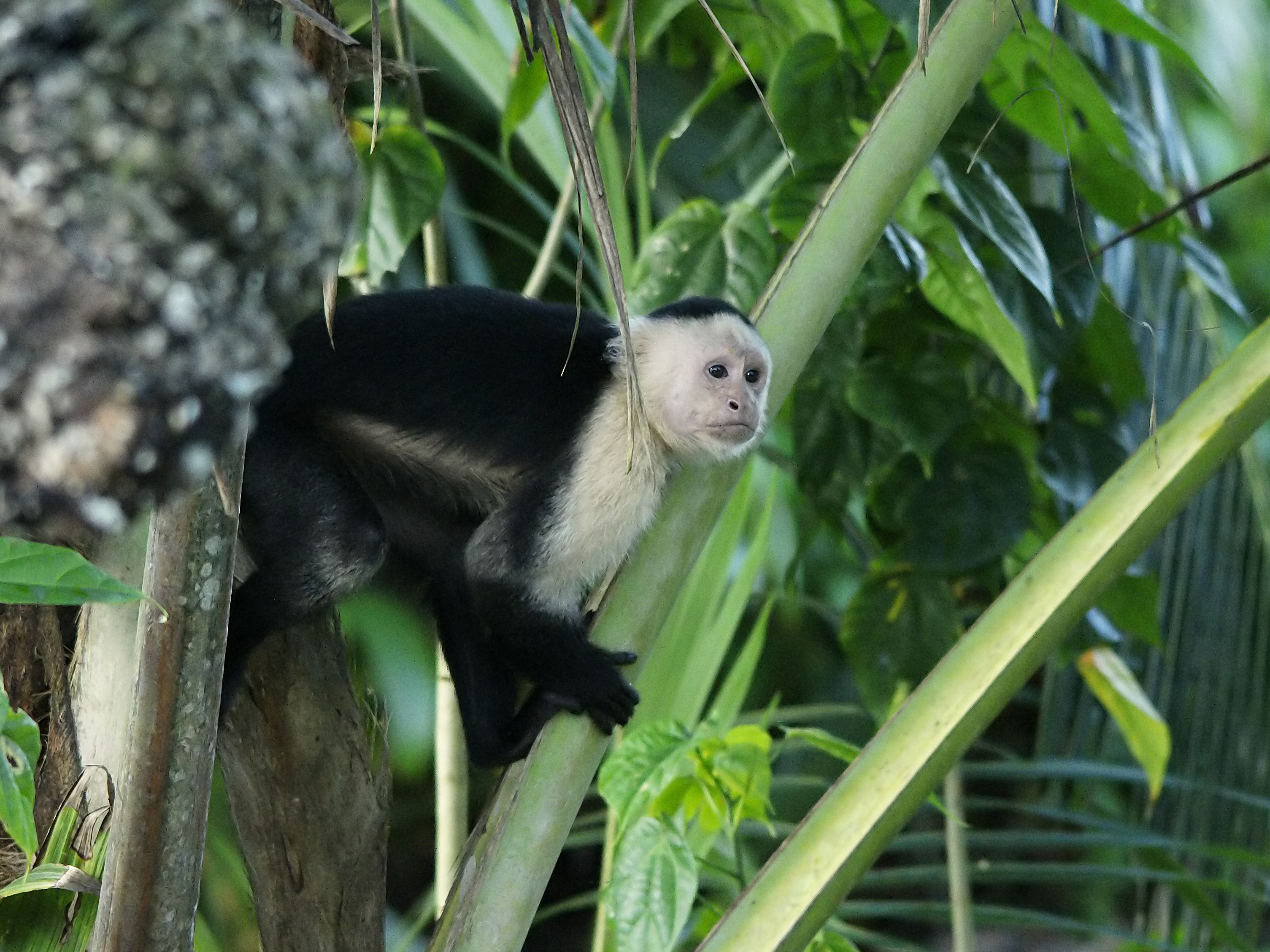

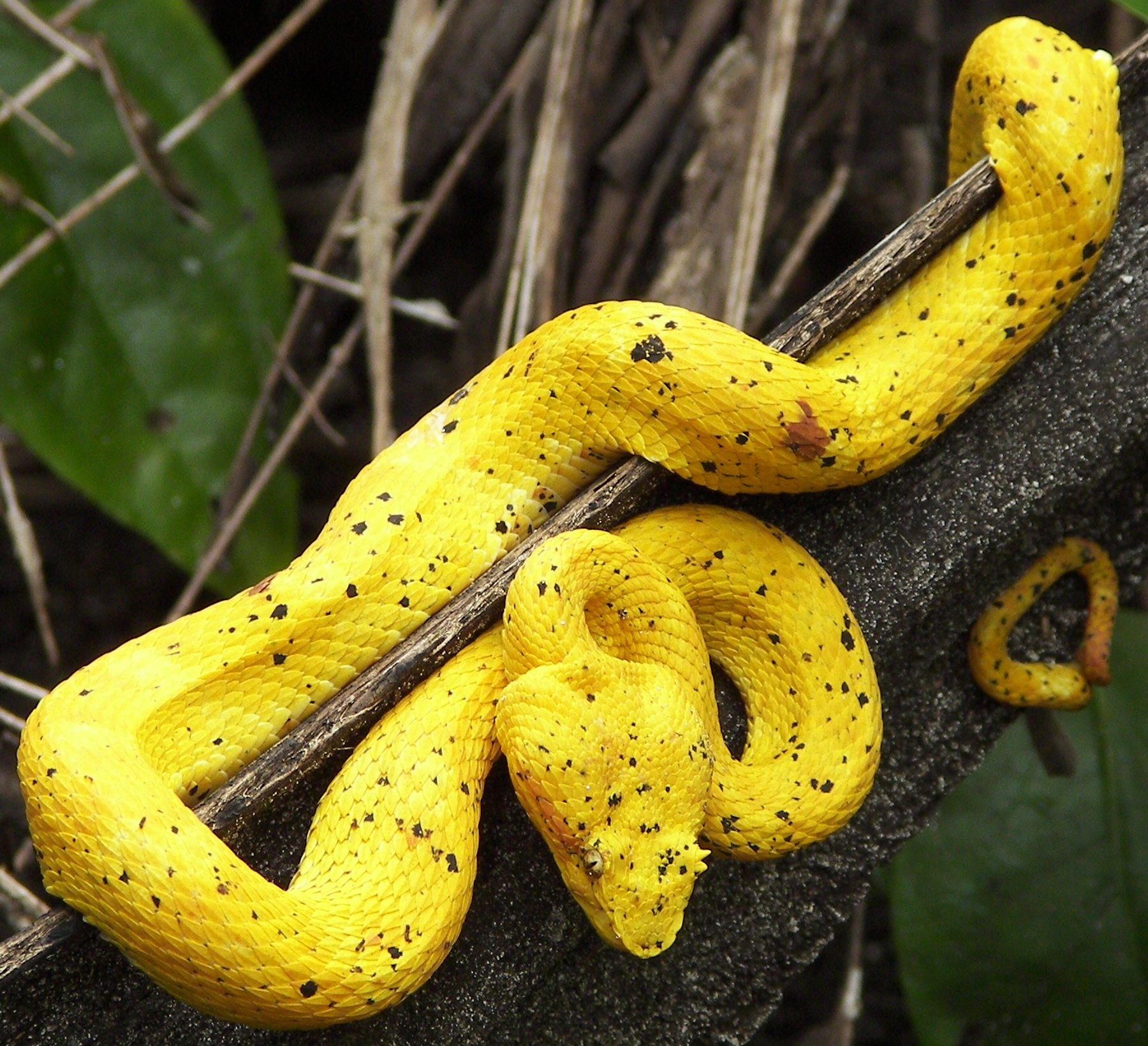

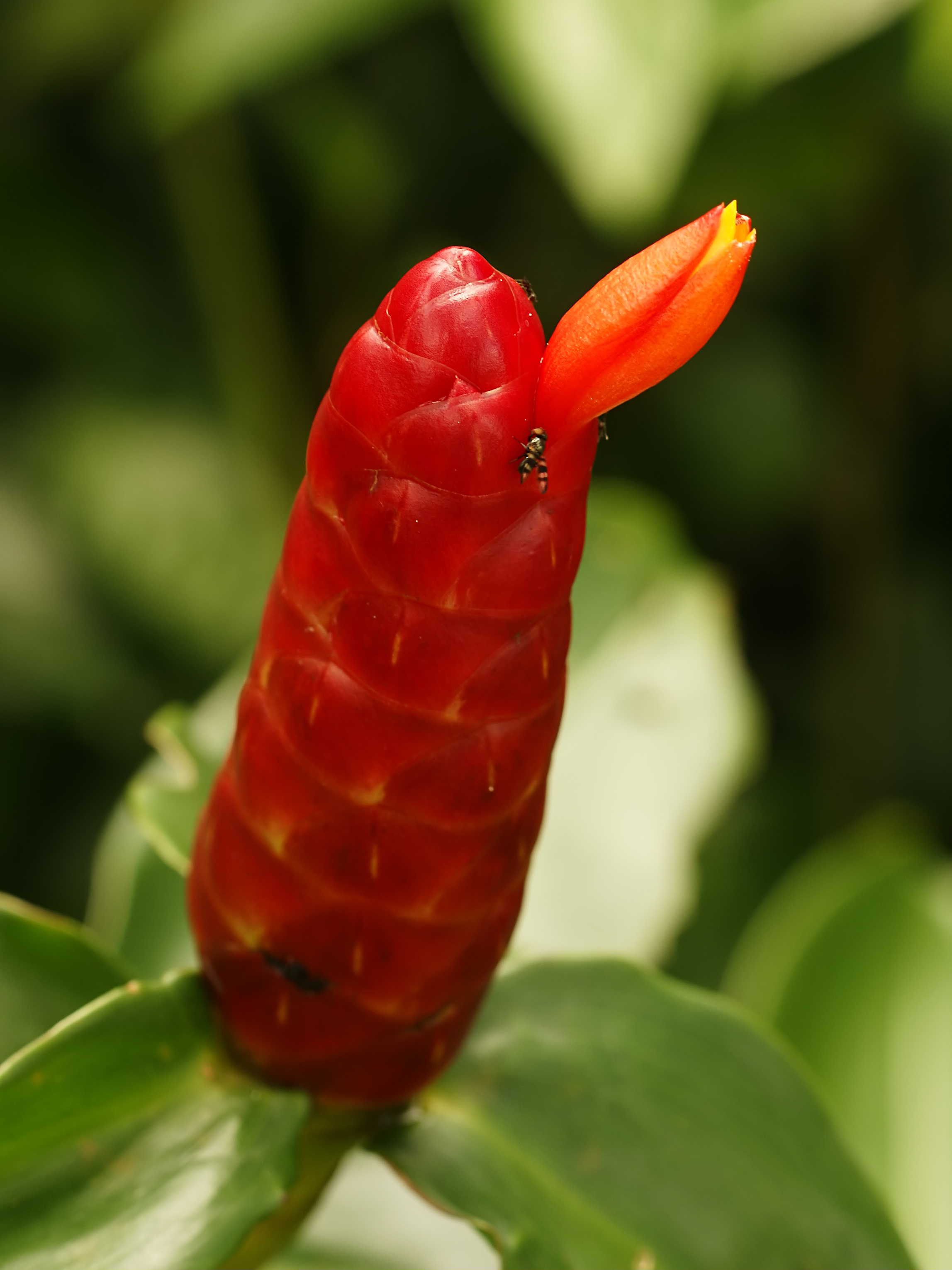

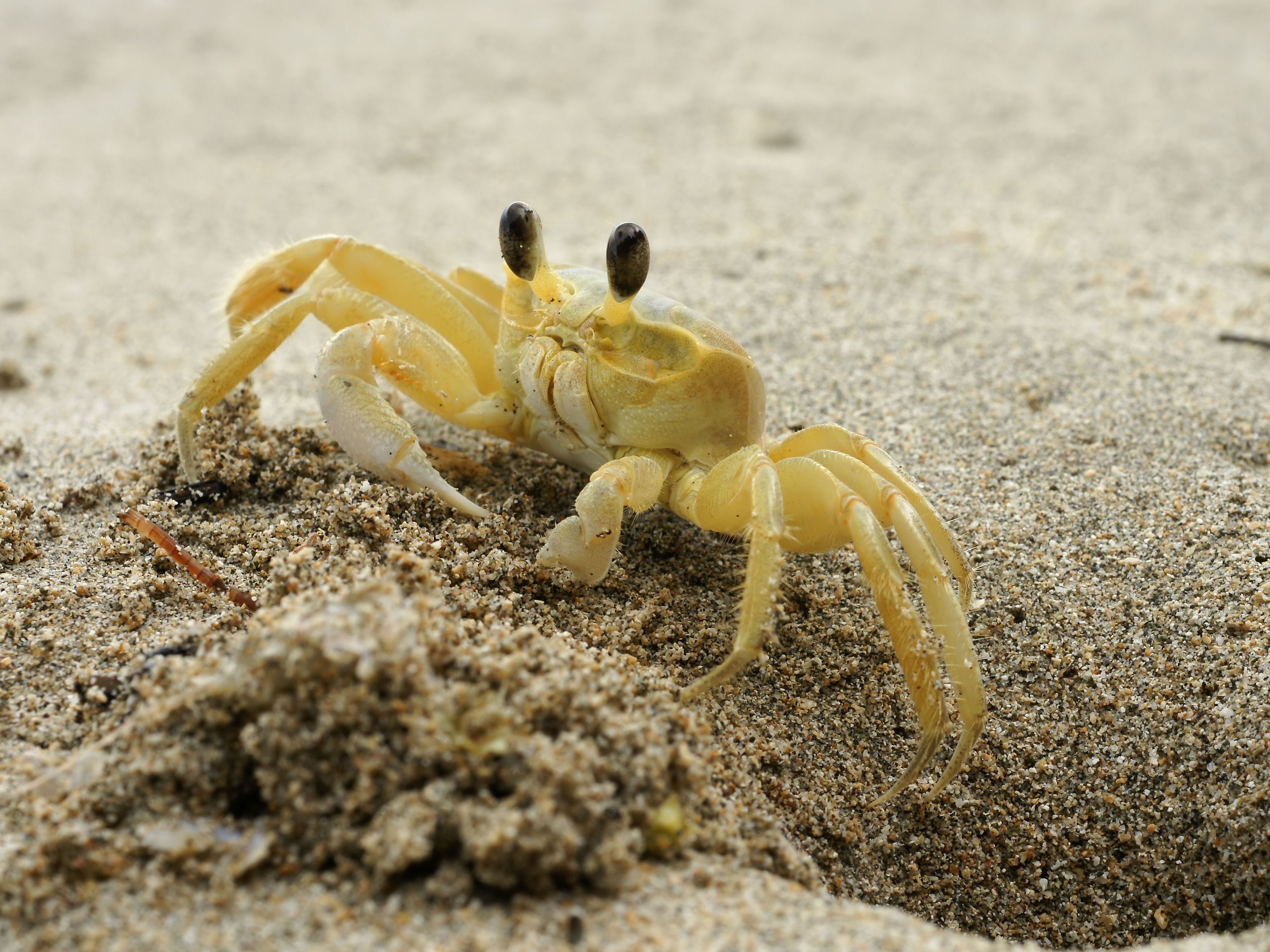

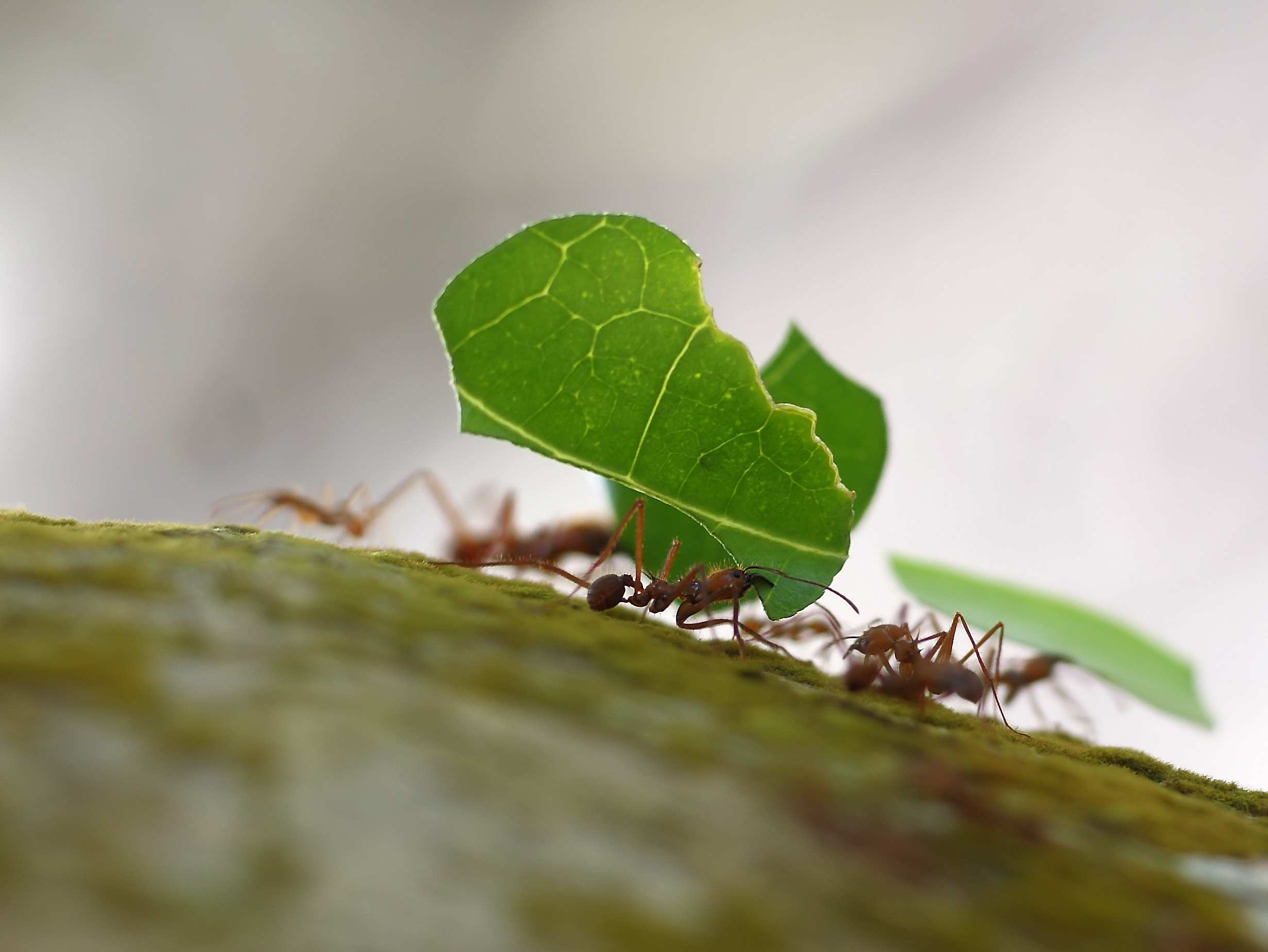

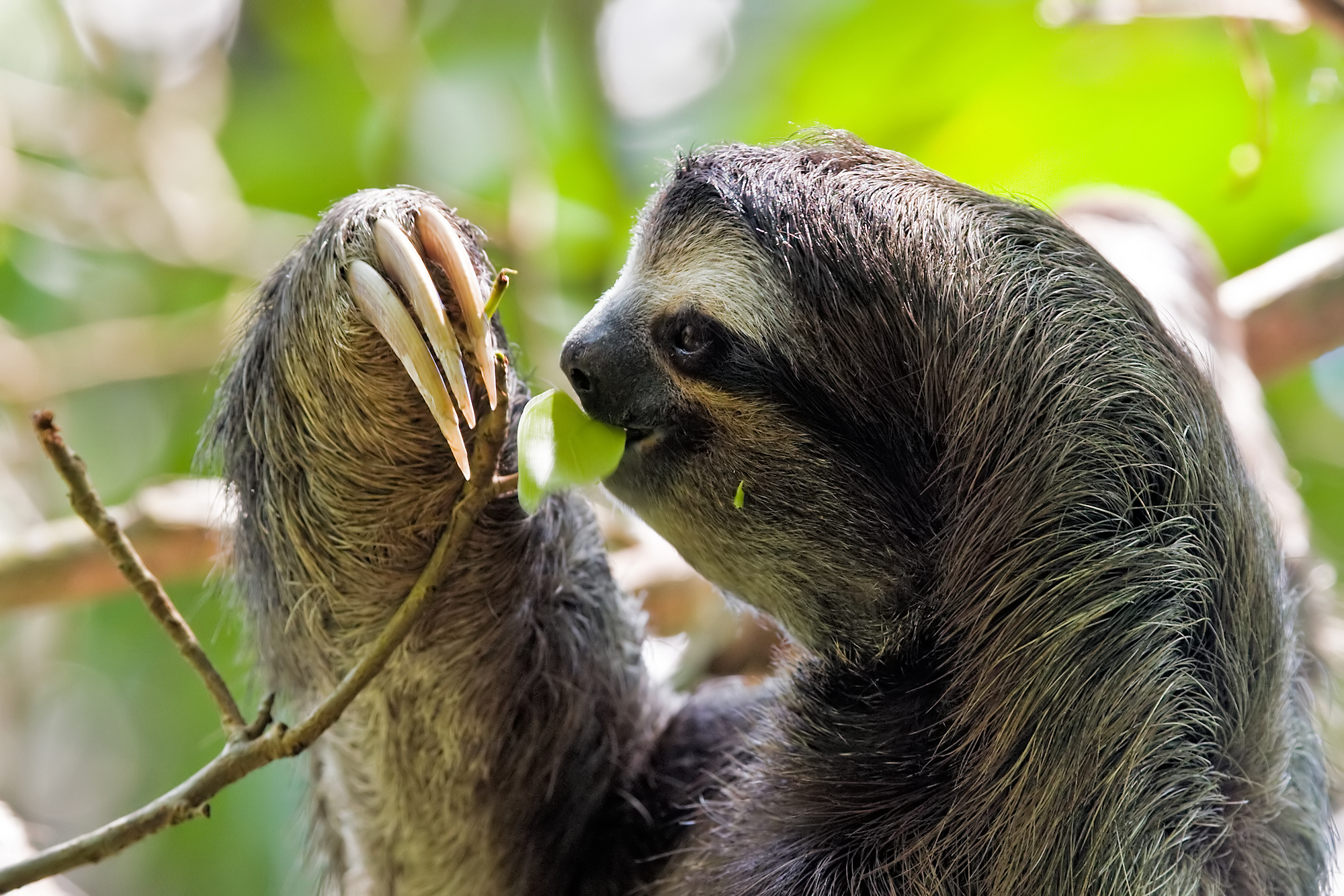

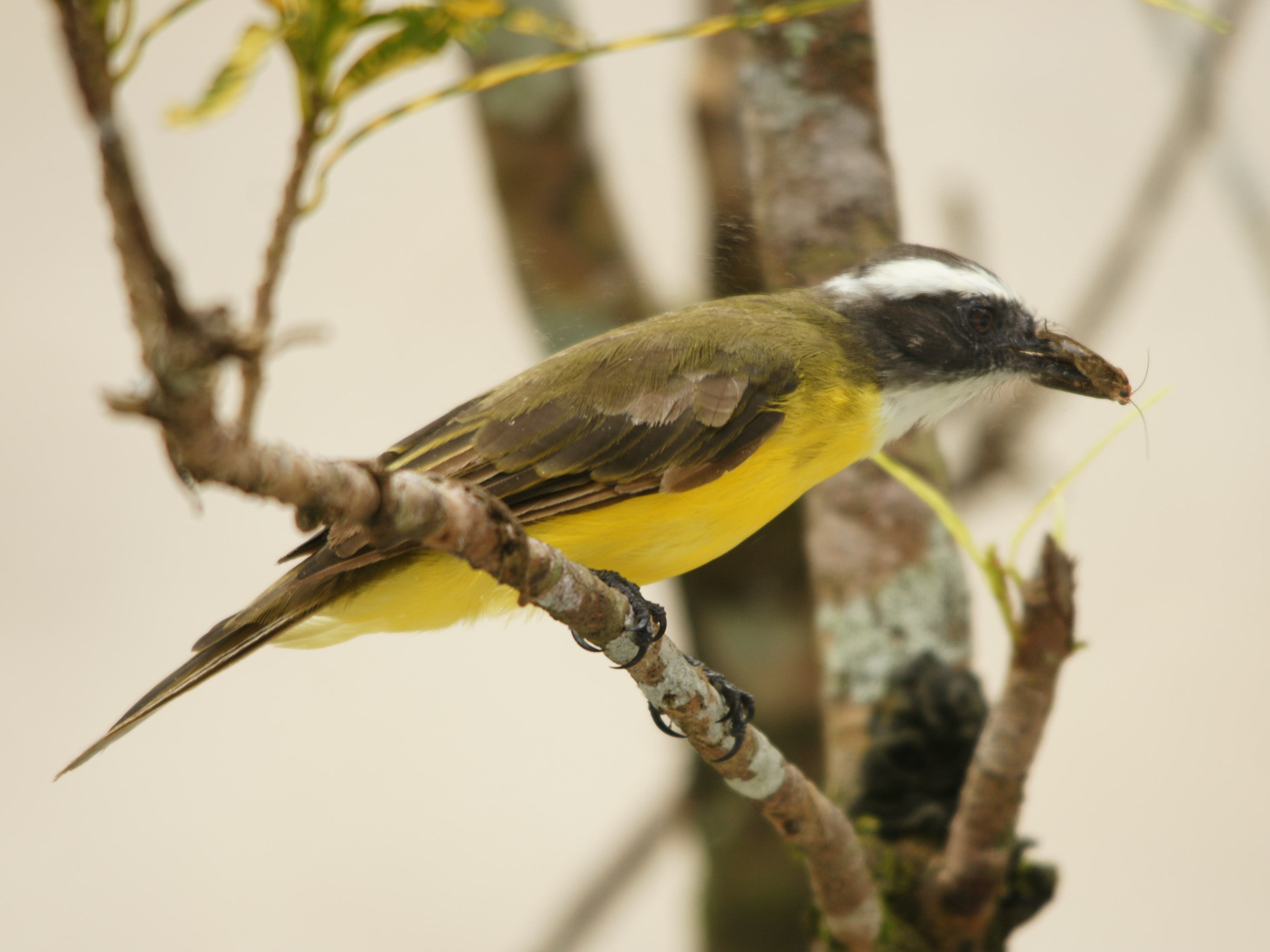